# 테리사 주다이스
테리사 주다이스(Teresa Giudice, 1972년 5월 18일 ~ )은 미국의 작가, 사업가이다. 리얼리티 프로그램 "더 리얼 와이브즈 오브 뉴저지"(The Real Housewives of New Jersey)를 통해 이름을 알렸다. 캐시 워카일과 사촌지간이다.